# Mario Trejo (calciatore)
Mario Alberto Trejo Guzmán (Città del Messico, 11 febbraio 1956) è un ex calciatore messicano, di ruolo difensore.

## Caratteristiche tecniche
Giocava come difensore centrale.

## Carriera

### Club
Cresciuto nel Club América della natia Città del Messico, divenne una presenza stabile nella formazione titolare nel corso della stagione 1978-1979; con il passare degli anni, il difensore assommò più di duecento presenze in massima divisione messicana e vinse svariati titoli, di cui quattro campionati e una supercoppa nazionale. Nel 1986, una volta terminato il Mondiale mesoamericano, Trejo si trasferì al Tampico Madero, disputandovi cinque ulteriori stagioni; al termine dell'annata 1989-1990, chiuse la carriera.

### Nazionale
Debuttò in Nazionale il 28 febbraio 1980. Incluso nella lista dei convocati per Messico 1986, giocò nel ruolo di terzino sinistro (in quanto al centro della difesa vi erano Félix Cruz e Quirarte) la partita d'esordio della propria Nazionale contro il Belgio; lo stesso accadde nel secondo incontro con il Paraguay. Nel prosieguo del torneo il suo posto venne poi preso da Amador.  La sua ultima presenza internazionale risale al 1986.

## Palmarès

### Club

#### Competizioni nazionali
- Campionato messicano: 4

América: 1975-1976, 1983-1984, 1985, Prode 1985
- Supercoppa del Messico: 1

América: 1976

#### Competizioni internazionali
- CONCACAF Champions' Cup: 1

América: 1977
- Coppa Interamericana: 1

América: 1978